# レイ・パークスジュニア
レイ・パークスジュニアことボビー・レイ・パークス・ジュニア（Bobby Ray Parks Jr.、1993年2月19日 - ）は、フィリピンとアメリカ合衆国の二重国籍を持つ男子プロバスケットボール選手である。ポジションはシューティングガード。B.LEAGUEの大阪エヴェッサ所属。

## 来歴
フィリピン・パラニャーケ出身。
ナショナル大学卒業後は実業団を経て、2015-16シーズンにNBA Dリーグのテキサス・レジェンズでプレー。
その後はフィリピン国内のPBAでプレー。
2021年8月24日、B.LEAGUEの名古屋ダイヤモンドドルフィンズと契約。
2024年6月26日、大阪エヴェッサに移籍。

## 代表歴
フィリピン代表として東南アジア大会3度、東南アジア選手権1度の金メダルを獲得している。
2016年リオデジャネイロオリンピック世界最終予選にも出場。
2022年アジアカップのフィリピン代表にも選出されている。